# Roger Taylor
Roger Meddows Taylor, conegut popularment com a Roger Taylor, és un músic nascut el 26 de juliol de 1949 a Dersingham, Norfolk, Anglaterra. Fou el bateria integrant del grup de rock Queen. A la banda a part de tocar la bateria, canta en diverses cançons com a segones veus, en algunes és el vocalista principal, i va ser compositor d'alguns dels temes més destacats de la banda. Entre 1987 i 1993 va fundar la seva pròpia banda paral·lela a Queen anomenada The Cross i amb la que va treure tres discs. Actualment continua la seva carrera en solitari iniciada el 1981, l'11 de novembre de 2013 va treure el seu cinquè àlbum.

## Biografia
Roger era un estudiant brillant i intel·ligent d'odontologia i més tard biologia, encara que el seu veritable interès era la música. En un principi, Roger volia ser guitarrista. Però ho va començar a deixar de banda, per interessar-se per la percussió. El 1961, en Roger aconseguí la seva primera bateria. Va formar diversos grups al llarg de la seva adolescència. Amb un dels grups que formà van fins i tot arribar a guanyar un important concurs, de Rock & Rithm. El grup es deia The Reaction, amb Roger com a cantant.
Ja a la universitat, pensà a formar un nou grup, i va veure un anunci d'un grup que buscava un bateria. L'anunci l'havia publicat en Brian May, en Roger es presentà i el van acceptar com a nou bateria del grup. Junt amb el cantant Tim Staffel, formaren el grup Smile. Aquesta formació acabaria derivant en el que seria Queen després que s'integressin el Freddie Mercury i el baixista John Deacon.
Roger Taylor sempre s'ha caracteritzat per ser el component més sociable i obert de la banda, és el que més va assistir a festes, i el que millors relacions socials ha mantingut. També va ser el que va animar als seus companys en moments de dubte o cansament. Inspirat per dos grans de la percussió com John Bonham de Led Zeppelin i Keith Moon de The Who, Taylor va ser un percussionista dotat de gran velocitat i creativitat.
Sent un dels tres vocalistes de Queen, destacava per la seva veu aguda que ha estat freqüentement comparada a la de Rod Stewart. També cal destacar la seva capacitat per a cantar notes altes, això li va donar un to distintiu a moltes harmonies vocals de la banda. Clars exemples d'això es troben en els èxits de Bohemian Rhapsody o Somebody to Love. Una altra mostra dels seus talents com vocalista es troba en Seaside Rendezvous quan ell i Freddie Mercury imiten tubes, clarinets i kazoos solament usant les seves pròpies veus.
Musicalment, va compondre diversos temes de Queen que van tenir molt eixit com ara Radio Ga Ga (inspirant-se en unes paraules sense sentit del seu fill petit) o A Kind of Magic. També s'ha de dir que hi ha força canços dels últims discos de Queen en què l'autor seria el Roger. Això, però, no és oficial perquè pels últims discos en totes les canços sortia que l'autor era Queen, a diferència de tots els anteriors on s'especificava el membre de la banda que l'havia compost. Alguns d'aquests temes atribuïts al Roger serien superexits com ara These Are The Days Or Our Lives, The Show Must Go On, Heaven For Everyone o Breaktthu entre d'altres.
Durant els anys 1987-1993 en Roger va donar a Conèixer la seva part més rockera amb el seu grup The Cross.
Després de la mort Freddie Mercury, ha continuat la seva carrera en solitari.

## Carrera en solitari
El 1977 comença la seva trajectòria com a solista. El seu primer senzill ('single') va ser I Wanna Testify, amb el qual va fracassar en el seu intent per ser un impacte en les llistes d'èxits, però va ser el principi d'una extensa trajectòria en solitari. El seu primer àlbum d'estudi va ser Fun in Space el 1981. El disc va escalar fins al número 18 de les llistes angleses d'èxits. El senzill d'aquest àlbum va ser Future Management, que va arribar al número 49.
El seu segon àlbum seria Strange Frontier (1984). En ell apareixen vuit temes propis de Roger i dues versions (una de Bob Dylan i una de Bruce Springsteen), a més de la participació especial de Freddie Mercury, i de Rick Parfitt de Status Quo. El senzill Man On Fire va ser la seva segona entrada a les llistes de senzills, aquest cop aconseguint el lloc 66.
El 1987 Roger va decidir que el seu nou disc havia de ser gravat "en viu" a l'estudi. Pel que es va embarcar en la recerca de músics per formar una nova banda, i, com a resultat, aquest nou grup anomenat The Cross va gravar 3 àlbums (Shove It - 1987, Mad, Bad & Dangerous To Know - 1990, Blue Rock - 1991) entre 1988 i 1991, i va realitzar gires per Gran Bretanya i Alemanya.
L'any 1994 va gravar el disc Happiness? en solitari. L'àlbum va arribar al número 22 de les llistes, i 3 dels seus senzills van romandre en el 'top 30'. El primer, Nazis 1994 va ser censurat, potser per por a represàlies de grups neonazis o pel contingut de les lletres, en la versió sense censurar, en lloc de dir "we gotta stop those stinking nazis", (hem d'aturar aquests nazis pudents) diu "we gotta kick those fucking nazis " (em de patejar aquests maleïts nazis), encara que no va evitar que arribés al número 22. Un altre senzill que va tenir èxit va ser Foreing Sand, que contenia dues cançons compostes per Yoshiki Hayashi, líder de X Japan i cantades per Roger. Posteriorment, Roger va fer una gira pel Regne Unit, i el 1995 per Itàlia.
Ja al setembre de 1998, després de sortir l'àlbum pòstum de Queen, Made In Heaven, i la cançó final del grup, No One But You, surt a la llum el seu quart disc, titulat Electric Fire. D'aquest s'editarien 2 senzills: Pressure On i Surrender. Roger va realitzar una nova gira promocional pel Regne Unit, inclòs el concert Live At The Cyberbarn, transmès per internet des de casa seva a Surrey, actuació que va batre el rècord Guiness per a un concert en directe per internet, superant els 500.000 internautes.
Després de gairebé 13 anys del seu últim àlbum solista, el 2010 Taylor planeja publicar un nou àlbum d'estudi titulat Fun on Earth que sortirà l'11 de novembre de 2013. El primer senzill, titulat "The Unblinking Eye (Everything Is Broken)", va ser publicat el 23 de novembre de 2009.

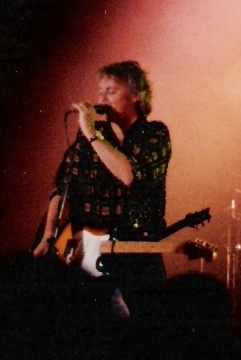
Roger en un concert amb The Cross al 1990

## Discografia

### Queen

#### Discos d'estudi
| Nom de l'àlbum       | Informació |
| -------------------- | --- |
| Queen                | - Data: 13 de juliol, 1973 - Segell discogràfic: Hollywood Records - Productors: John Anthony, Roy Thomas Baker, Queen |
| Queen II             | - Data: 8 de març, 1974 - Segell discogràfic: Hollywood Records - Productors: Robin Cable, Roy Thomas Baker, Queen     |
| Sheer Heart Attack   | - Data: 8 de novembre, 1974 - Segell discogràfic: Hollywood Records - Productors: Roy Thomas Baker, Queen              |
| A Night At The Opera | - Data: 21 de novembre, 1975 - Segell discogràfic: Hollywood Records - Productors: Roy Thomas Baker, Queen             |
| A Day at the Races   | - Data: 10 de desembre, 1976 - Segell discogràfic: Hollywood Records - Productors: Queen                               |
| News of the World    | - Data: 28 d'octubre, 1977 - Segell discogràfic: Hollywood Records - Productors: Queen, asistidos por Mike Stone       |
| Jazz                 | - Data: 10 de novembre, 1978 - Segell discogràfic: Hollywood Records - Productors: Queen, Roy Thomas Baker             |
| The Game             | - Data: 30 de juny, 1980 - Segell discogràfic: Hollywood Records - Productors: Reinhold Mack, Queen                    |
| Flash Gordon         | - Data: 8 de desembre, 1980 - Segell discogràfic: Hollywood Records - Productors: Brian May, Reinhold Mack             |
| Hot Space            | - Data: 21 de maig, 1982 - Segell discogràfic: Hollywood Records - Productors: Queen, Reinhold Mack                    |
| The Works            | - Data: 27 de febrer, 1984 - Segell discogràfic: Hollywood Records - Productors: Reinhold Mack, Queen                  |
| A Kind of Magic      | - Data: 2 de juny, 1986 - Segell discogràfic: Hollywood Records - Productors: Reinhold Mack, Queen, David Richards     |
| The Miracle          | - Data: 22 de maig, 1989 - Segell discogràfic: Hollywood Records - Productors: Queen, David Richards                   |
| Innuendo             | - Data: 4 de febrer, 1991 - Segell discogràfic: Hollywood Records - Productors: Queen, David Richards                  |
| Made In Heaven       | - Data: 6 de novembre, 1995 - Segell discogràfic: Hollywood Records - Productors: Queen                                |

#### Discos en directe
| Nom de l'àlbum                   | Informació |
| -------------------------------- | --- |
| Live Killers                     | - Data: 26 de juny, 1979 - Segell discogràfic: EMI - Productors: Queen                                                         |
| Live Magic                       | - Data: 1 de desembre, 1986 - Segell discogràfic: Hollywood Records - Productors: Queen, Trip Khalaf                           |
| Live at Wembley '86              | - Data: 26 de maig, 1992 - Segell discogràfic: Hollywood Records - Productors: Queen                                           |
| Queen on Fire - Live at the Bowl | - Data: 25 d'octubre, 2004 - Segell discogràfic: Hollywood Records - Productors: Brian May, Roger Taylor, Justin Shirley-Smith |

#### Recopilacions
- Greatest Hits I (1981)
- Greatest Hits II (1991)
- Queen Rocks (1997)
- Greatest Hits III (1999)

- The Complete Works (desembre de 1985), col·lecció que conté tots els discos oficials editats fins aquella data (des de Queen fins a The Works)
- Complete Vision (desembre de 1985), recopilació de les cares B de tots els singles editats fins aquella data (des de Killer Queen fins a One Vision)

### En solitari

#### Discos d'estudi
| Any  | Títol            | UK | US |
| ---- | ---------------- | -- | -- |
| 1981 | Fun in Space     | 35 | 18 |
| 1984 | Strange Frontier | 30 |    |
| 1994 | Happiness?       | 22 | –  |
| 1998 | Electric Fire    | 53 | –  |
| 2013 | Fun on Earth     | -  | –  |

#### Singles (treballs no inclosos en àlbums)
- I Wanna Testify/Turn On The TV (1977)
- Manipulator (1988)

### Queen+Paul Rodgers

#### Estudi
| Nom de l'àlbum          | Informació | Nom de l'àlbum   | Informació |
| ----------------------- | --- | ---------------- | --- |
| Return of the Champions | - Data: 19 de setembre, 2005 - Segell discogràfic: Hollywood Records - Productors: Joshua J. Macrae, Justin Shirley-Smith, Peter Brandt | The Cosmos Rocks | - Data: 19 de setembre, 2008 - Segell discogràfic: Hollywood Records - Productors: Brian May, Paul Rodgers, i Roger Taylor - Coproductors i enginyers: Joshua J. Macrae, Justin Shirley-Smith, i Kris Freddiksson |

### The Cross

#### Estudi
| Any  | Títol                         | UK | US  |
| ---- | ----------------------------- | -- | --- |
| 1988 | Shove It                      | 35 | 125 |
| 1990 | Mad Bad And Dangerous To Know | 6  | 159 |
| 1991 | Blue Rock                     | 23 |     |

## Videografia

### Amb Queen
Video en viu
| Nom de l'àlbum                            | Informació                                            |
| ----------------------------------------- | ----------------------------------------------------- |
| Queen Live in Rio                         | - Llançament: VHS 1985 - Discogràfica: EMI            |
| Queen Live in Budapest                    | - Llançament: VHS 1987 - Discogràfica: EMI            |
| Queen at Wembley                          | - Lançament: VHS 1992, DVD 2003 - Discogràfica: EMI   |
| We Are the Champions: Final Live in Japan | - Lançament: VHS 1992, DVD 2004 - Discogràfica: EMI   |
| Queen on Fire - Live at the Bowl          | - Lançament: 25 d'octubre de 2004 - Discográfica: EMI |
| Queen Rock Montreal & Live AID            | - Lançament: 29 d'octubre de 2007 - Discogràfica: EMI |

Documentals
| Documental                           | Informació        |
| ------------------------------------ | ----------------- |
| The Magic Years                      | - Lançament: 1987 |
| The Queen Phenomenon                 | - Lançament: 1995 |
| Classic Albums: A Night at the Opera | - Lançament: 2004 |

## Cançons de Queen compostes per ell

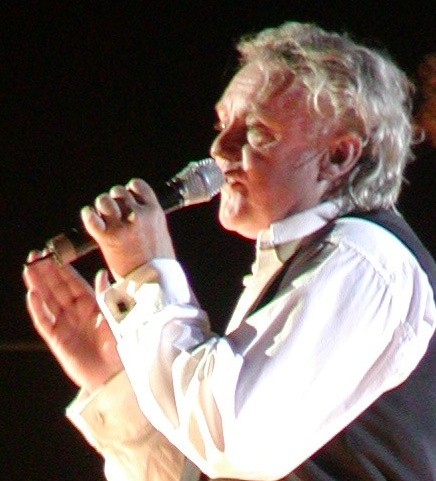
Roger en un concert de "Queen + Paul Rogers" al 2005

- Queen : Modern Times Rock 'n' Roll
- Queen II : The Loser In The End
- Sheer Heart Attack : Tenement Funster
- A Night A The Opera : I'm In Love With My Car
- A Day At The Races : Drowse
- News Of The World : Sheer Heart Attack, Fight From The Inside
- Jazz : Fun It, More Of That Jazz
- The Game : Rock It, Coming Soon
- Flash Gordon - Soundtrack : In The Space Capsule, In The Death Cell, Escape From The Swamp, Marriage Of Dale And Ming (amb Brian May)
- Hot Space : Action This Day, Calling All Girls
- The Works : Radio Ga Ga, Machines (amb Brian May)
- A Kind Of Magic : A Kind Of Magic, Don't Lose Your Head
- The Miracle : *The Invisible Man, *Breakthru (amb Freddie Mercury)
- Innuendo : *Ride The Wild Wind, *The Show Must Go On, *These Are The Days Of Our Lives
- Made In Heaven : Heaven For Everyone

*Compostes per Roger encara que en els crèdits apareixen com a col·lectivament compostes pel grup.

## Cançons de Queen en què és principal vocalista
- Modern Times Rock n Roll – Queen (1973)
- Keep Yourself Alive – Queen (1973)- Resposta a la trucada de Brian May i dona descans a Freddie
- Loser in the End – Queen II (1974)
- March of the Black Queen – Queen II (1974) – Lidera les veus en una línia (My life is in your hands, I’ll foe and I’ll fie), resta de la cançó Freddie
- Tenement Funster – Sheer Heart Attack (1974)
- I'm In Love With My Car – A Night At The Opera (1975)
- Drowse- A Day at the Races (1976)
- Sheer Heart Attack (song) – News of the World (1977) – Lidera les veus dels cors
- Fight from the Inside – News of the World (1977)
- Fun It – Jazz (1978)- Duet amb Freddie
- More of That Jazz – Jazz (1978)
- Rock It (Prime Jive) – The Game (1980) – Freddie canta la intro
- Coming Soon – The Game (1980) – Lidera les veus dels cors
- A Human Body B-side of Play the Game (1980)
- Action This Day – Hot Space (1982) – Amb Freddie
- Don't Lose Your Head – A Kind of Magic – Amb Freddie
- The Invisible Man – The Miracle (1989) – Lidera les veus dels cors
- Hijack My Heart – The Miracle -B-side a The Invisible Man (1989)
- Let Me Live – Made In Heaven (1995)- Lidera les vocals en el segón vers
- No-One But You (Only the Good Die Young) (1997) – Lidera les vocals en el segon vers.

## Grups en dels que ha estat membre
- The Bubblingover Boys (1957)
- Beat Unlimited
- Cousin Jacks
- The Falcons (1964-1965)
- Reaction (1965-1968)
- Smile (1968-1970)
- Queen (1970-)
- The Cross (1987-1993)
- Queen + Paul Rodgers (2005-2009)
- Felix & Arty (2006-...)

## Gires

### Queen
| Any(s)    | Títol                     | Voltes | Shows | Llançaments oficials                                                             |
| --------- | ------------------------- | ------ | ----- | -------------------------------------------------------------------------------- |
| 1973-1974 | Queen I Tour              | 2      | 35    |                                                                                  |
| 1974      | Queen II Tour             | 2      | 41    |                                                                                  |
| 1974-1975 | Sheer Heart Attack Tour   | 3      | 77    |                                                                                  |
| 1975-1976 | A Night At The Opera Tour | 3      | 77    | - Un concert va ser gravat i retransmés per la BBC                               |
| 1976      | Gira d'estiu 1976         | 1      | 4     | - El concert a Hyde Park va ser gravat                                           |
| 1977      | A Day At The Races Tour   | 5      | 59    |                                                                                  |
| 1977-1978 | News Of The World Tour    | 2      | 46    |                                                                                  |
| 1978-1979 | Jazz Tour                 | 4      | 79    | - Live Killers primer disc en viu de la banda                                    |
| 1979      | Crazy Tour                | 1      | 20    | - Concerts for the People of Kampuchea LP realitzat per diversos artistes        |
| 1980-1981 | The Game Tour             | 6      | 83    | - Queen Rock Montreal (DVD i CD), We Will Rock You (VHS i DVD)                   |
| 1982      | Hot Space Tour            | 3      | 69    | - Queen on Fire - Live at the Bowl (DVD) inclou concerts a Londes, Viena i Tokyo |
| 1984-1985 | The Works Tour            | 5      | 48    | - We Are the Champions: Final Live in Japan (DVD) - Rock in Rio (VHS)            |
| 1986      | Magic Tour                | 1      | 26    | - Queen at Wembley (DVD) - Queen Live in Budapest (VHS)                          |
|           |                           |        |       |                                                                                  |

### Solitari

#### Happiness? (1994-1995)
- 28/07/94: Gosport Festival (Gosport, UK)
- 15/09/94: Shepherds Bush Empire (Londres, UK)
- 26/09/94: Sun Plaza Hall (Tokyo, Japó)
- 28/09/94: Club Citta (Kawasaki, Japó)
- 30/09/94: Club Quatro (Nagoya, Japó)
- 14/10/94: Altes Presswerk (Colonia, Alemanya)
- 24/10/94: City Square (Milà,Itàlia)
- 19/11/94: Shepherds Bush Empire (Londres, UK)
- 20/11/94: The Junction (Cambridge, UK)
- 22/11/94: Rock City (Nottingham, UK)
- 23/11/94: Riverside (Newcastle, UK)
- 24/11/94: Leeds Irish Centre (Leeds, UK)
- 26/11/94: Royal Court Theatre (Liverpool, UK)
- 27/11/94: The Leadmill (Sheffield, UK)
- 29/11/94: The Garage (Glasgow, UK)
- 30/11/94: Bierkeller (Bristol, UK)
- 01/12/94: Mediolanumforum (Milà, Itàlia)
- 02/12/94: City Hall (Truro, UK)
- 03/12/94: Manchester University (Manchester, UK)
- 04/12/94: Civic Hall (Wolverhampton, UK)
- 08/12/94: Europe 1 Studios (Paris, França)
- 16/01/95: Hippodrome (Monfalcone, Itàlia)
- 17/01/95: Palazetto (Schio, Itàlia)
- 18/01/95: Teatro Verdi (Genova, Itàlia)
- 20/01/95: Vidia (Casea, Itàlia)
- 21/01/95: Teatro Tenda (Florència, Itàlia)
- 22/01/95: Palladium (Roma, Itàlia)
- 24/01/95: Teatro Nazionale La Valetta (Valletta, Malta)
- 25/01/95: Teatro Metropolitan (Palerm, Itàlia)
- 26/01/95: Teatro Metropolitan (Catania, Itàlia)
- 29/01/95: Havana Club (Nàpols, Itàlia)

#### Electric Fire (1998-1999)
- 24/09/98: Cosford Mill (Surrey, UK)
- 14/10/98: Shepherds Bush Empire (Londres, UK)
- 15/03/99: Guildhall (Glouster, UK)
- 16/03/99: The Coal Exchange (Cardiff, UK)
- 18/03/99: Hall For Cornwall (Truro, UK)
- 19/03/99: The Stage (Stoke On Trente, UK)
- 20/03/99: Manchester University (Manchester, UK)
- 21/03/99: The Leadmill (Sheffield, UK)
- 23/03/99: The Garage (Glasgow, UK)
- 24/03/99: The Liquid Rooms (Edinburgh, UK)
- 25/03/99: Riverside (Newcastle, UK)
- 27/03/99: Liverpool L2 (Liverpool, UK)
- 28/03/99: The Junction (Cambridge, UK)
- 29/03/99: The Waterfront (Norwich, UK)
- 30/03/99: Wulfrun Hall (Wolverhampton, UK)
- 31/03/99: Rock City (Nottingham, UK)
- 02/04/99: Pyramid Centre (Pourtsmouth, UK)
- 03/04/99: Astoria (Londres, UK)

#### Setlist
De la gira Electric Fire.
1. "A Kind of Magic"
2. "Touch the Sky"
3. "Everybody Hurts Sometime
4. "Ride the Wild Wind
5. "Tenement Funster"
6. "The Show Must Go On"
7. "A Hard Rain's A-Gonna Fall"
8. "You Have to Be There"
9. "I Want to Break Free"
10. "Dr Mr Murdoch"
11. "Foreign Sand"
12. "Happiness"
13. "The Key"
14. "Revelations"
Encore
15. "These Are the Days of Our Lives"
16. "We Will Rock You"
17. "Radio Ga Ga"
Encore
18. "Old Friends"
19. "Nazis 1994"